# Videnskab.dk
Videnskab.dk er et uafhængigt nyhedsmedie, hvis formål er at formidle nyheder om dansk og udenlandsk forskning. Videnskab.dk blev oprettet i 2008, og under et år senere kom sitet på top 10 over de mest citerede specialmedier i Danmark.
Videnskab.dk blev hyldet som bedste nye publicistiske initiativ i 2010. I 2018 modtog Videnskab.dk medieprisen Anders Bordings specialprisfor »at få unge til at interessere sig for forskning og for gennem 10 år at have bidraget til at højne niveauet for videnskabsjournalistik i Danmark«. I 2021 modtog Videnskab.dk  Idéprisen fra Danske Medier for at udvikle en guide til god videnskabsjournalistik. 
Nogle artikler produceres af redaktionen i Valby, andre skrives af forskere og freelancejournalister, mens atter andre oversættes fra udenlandske videnskabelige tidsskrifter. Videnskab.dk samarbejder med en række populærvidenskabelige medier i ind- og udland samt videnskabelige råd om artiklerne. Blandt samarbejdspartnerne er Videnskabernes Selskab, Danmarks undervisningsportal, Dansk Naturvidenskabsformidling, Unge Forskere, Danfoss Universe, Experimentarium, Forskningens Døgn og det lignende norske forskning.no.
Driften finansieres af en finanslovsbevilling fra Uddannelses- og Forskningsministeriet, via fondsstøttede projekter og indtægtsdækket virksomhed, primært kommunikationsydelser og kurser i faglig formidling. Derudover kan man købe annnoncer på Videnskab.dk, så Videnskab.dk henter en del af deres indtægter ved reklamesalg. Videnskab.dk's artikler gennemgår ingen peer review, men de interviewede forskere citat- og faktatjekker indholdet.